# Polinesia
La Polinesia (nombre derivado del griego polí='muchos/as', y nesi='isla') es una gran agrupación de más de mil islas en el Pacífico central y meridional, una división del continente oceánico. Geográficamente conforma un triángulo a cuyos ángulos están situadas las islas de Hawái, Nueva Zelanda y Rapa Nui. Samoa, Tonga, las islas Marquesas y la Polinesia francesa son los otros principales archipiélagos que se localizan dentro del triángulo polinésico.
El término fue acuñado por el escritor francés Charles de Brosses en 1756.

## Geografía
Geográfica y simplificadamente, la polinesia puede describirse como un triángulo de 30 millones de km², con sus vértices en Hawái (1), Nueva Zelanda (2) y la Isla de Pascua (3). Los otros grupos principales de islas situados dentro del triángulo polinesio son Samoa (4), Tonga, las cadenas de islas Cook y la Polinesia francesa (5). Fuera de este gran triángulo se encuentra Tuvalu. Hay también enclaves de población polinesia en Papúa Nueva Guinea, islas Salomón y Vanuatu.
Hay dos tipos principales de islas: los atolones (islas llanas de formación coralina), como Tahití; y las de formación volcánica, que presentan mayores elevaciones, como Hawái.

### Islas
La Polinesia tradicional comprende los siguientes archipiélagos e islas:
- Islas Hawái ( Estados Unidos)
- Rapa Nui (o Isla de Pascua) ( Chile)
- Islas Fénix y de la Línea ( República de Kiribati)
- Islas Tuvalu ( Tuvalu)
- Islas Tonga ( Tonga)
- Archipiélago de Tokelau (aún dependientes de  Nueva Zelanda)
- Islas Cook ( Nueva Zelanda)
- Niue ( Nueva Zelanda)
- Islas de Wallis y Futuna (Wallis y Futuna,  Francia)
- Samoa (independiente) y Samoa Americana ( Estados Unidos)
- Isla Salas y Gómez ( Chile)
- Islas Tubuai (Polinesia Francesa,  Francia)
- Islas de la Sociedad (Polinesia Francesa,  Francia)
- Islas Tuamotu (Polinesia Francesa,  Francia)
- Islas Marquesas (Polinesia Francesa,  Francia)
- Rapa Iti (Polinesia Francesa,  Francia)
- Islas Australes (Polinesia Francesa,  Francia)
- Islas Pitcairn y dependencias ( Reino Unido)

### Geografía política
Nueve países tienen soberanía sobre los territorios de la Polinesia tradicional, de los cuales, cuatro se ubican íntegramente en la Polinesia (Samoa, Kiribati, Tonga y Tuvalu) y cinco tienen sus metrópolis fuera de la Polinesia (Estados Unidos, Francia, Nueva Zelanda, Chile y Reino Unido).
- Estados Unidos (Hawái; Samoa Americana), con más de 28 500 km² y más de 1 000 000 habitantes
- Francia (Polinesia Francesa; Wallis y Futuna), con más de 4 400 km² y más de 285 000 habitantes
- Samoa, con más de 2 800 km² y más de 195 000 habitantes
- Kiribati, con más de 800 km² y más de 110 000 habitantes
- Tonga, con más de 700 km² y más de 100 000 habitantes
- Nueva Zelanda (Islas Cook; Niue; Islas Tokelau), con más de 500 km² y más de 13 000 habitantes
- Chile (Rapa Nui; Salas y Gómez), con más de 100 km² y más de 7 000 habitantes
- Reino Unido (Pitcairn), con más de 40 km² y más de 50 habitantes
- Tuvalu, con más de 20 km² y más de 11 000 habitantes

En la Polinesia (que es la región más oriental de Oceanía), los territorios de Estados Unidos son tres veces más extensos que todos los demás juntos, los territorios de Francia son tan extensos como todos los demás juntos exceptuando los de Estados Unidos, y los territorios de Samoa son más extensos que todos los demás juntos exceptuando los de Estados Unidos y Francia (los territorios polinesios de Kiribati, Tonga, Nueva Zelanda, Chile, Reino Unido y Tuvalu suman apenas poco más de 2 000 km², en conjunto). La importancia geoestratégica de las islas polinesias, incluso las más pequeñas y remotas, se basa fundamentalmente en el potencial aporte económico de sus extensas Zonas Económicas Exclusivas (ZEE) para la lucrativa explotación de los recursos naturales del mar circundante.
En la Polinesia, la población de los territorios estadounidenses es el doble que la de todos los demás juntos, la población de los territorios franceses se aproxima a tres cuartas partes del total de todos los demás juntos exceptuando de los estadounidenses, la población de los territorios samoanos soberanos es casi equivalente a la de todos los demás juntos exceptuando de los estadounidenses y franceses. Con mucho menor número, las poblaciones de Kiribati y Tonga superan los cien mil habitantes por cada país, las poblaciones polinesias de Nueva Zelanda, Tuvalu y Chile tienen varios miles de habitantes en cada caso, y la población polinesia del Reino Unido no llega al centenar de habitantes. Incluso las más pequeñas poblaciones insulares garantizan el ejercicio de la soberanía de sus respectivos países, de los cuales económicamente son dependientes para su subsistencia (en el caso de aquellas cuyo centro político está fuera de la región) o para la explotación de algunos recursos que son la base de la economía nacional (en el caso de aquellos archipiélagos que son países independientes).

## Lenguas
Todas las lenguas polinesias forman parte de las lenguas oceánicas (parte a su vez de las lenguas malayo-polinesias); las lenguas más afines a las polinesias son las de Fiyi y en segundo lugar las lenguas micronesias.
En aquellos archipiélagos e islas que son dependencias, hay bilingüismo,  hablándose lenguas originarias polinésicas aunque predominando  las lenguas de sus metrópolis. Las francesas Polinesia Francesa y Wallis y Futuna, son francófonas y tienen 300 mil habitantes. La estadounidense Samoa Americana, las neozelandesas Islas Cook, Niue, Tokelau y la británica Pitcairn, son anglófonas y tienen cerca de 60 mil habitantes. La chilena Rapa Nui, es hispanófona y tiene 7 mil habitantes

## Orígenes de los polinesios

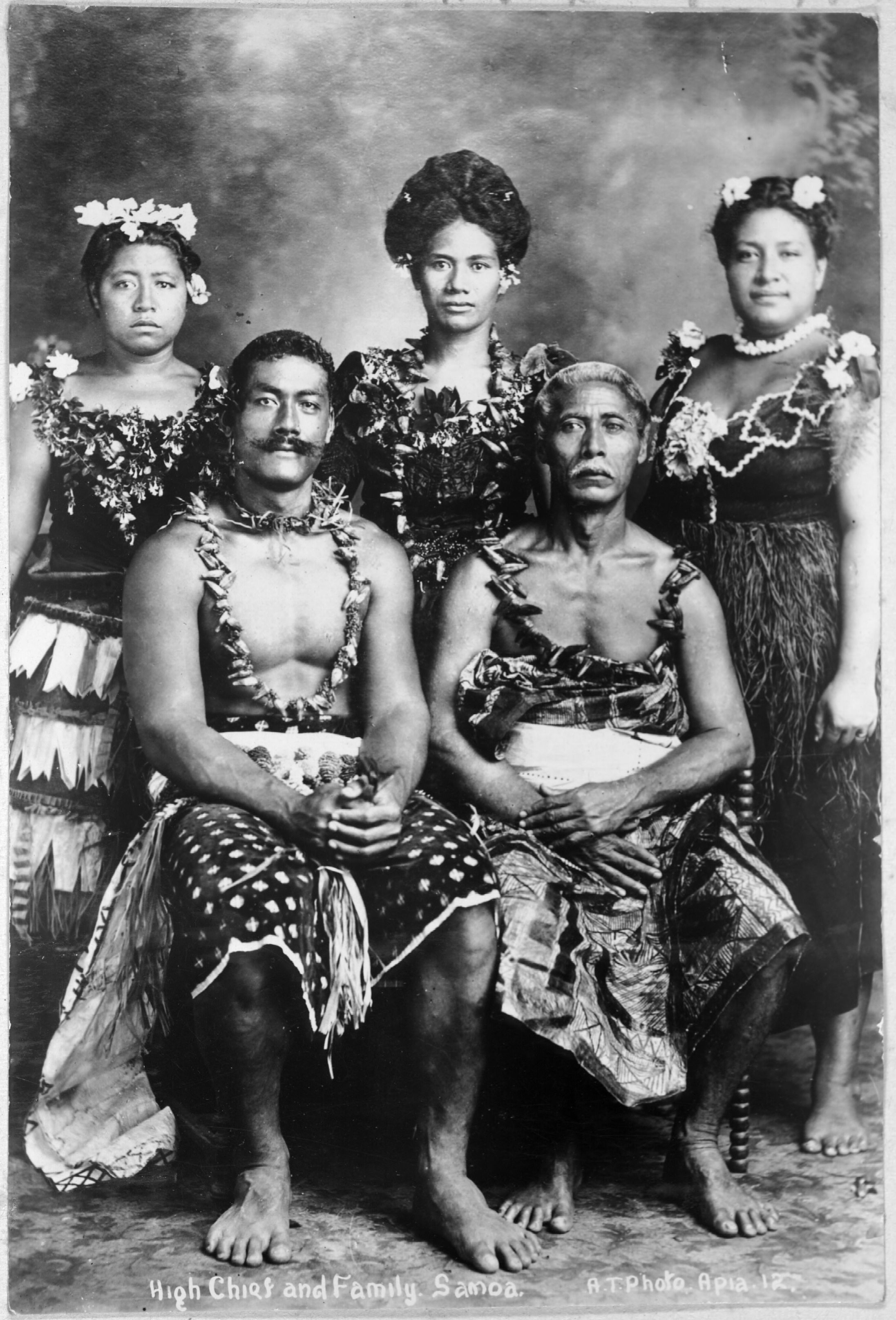
Familia samoana de 1914.

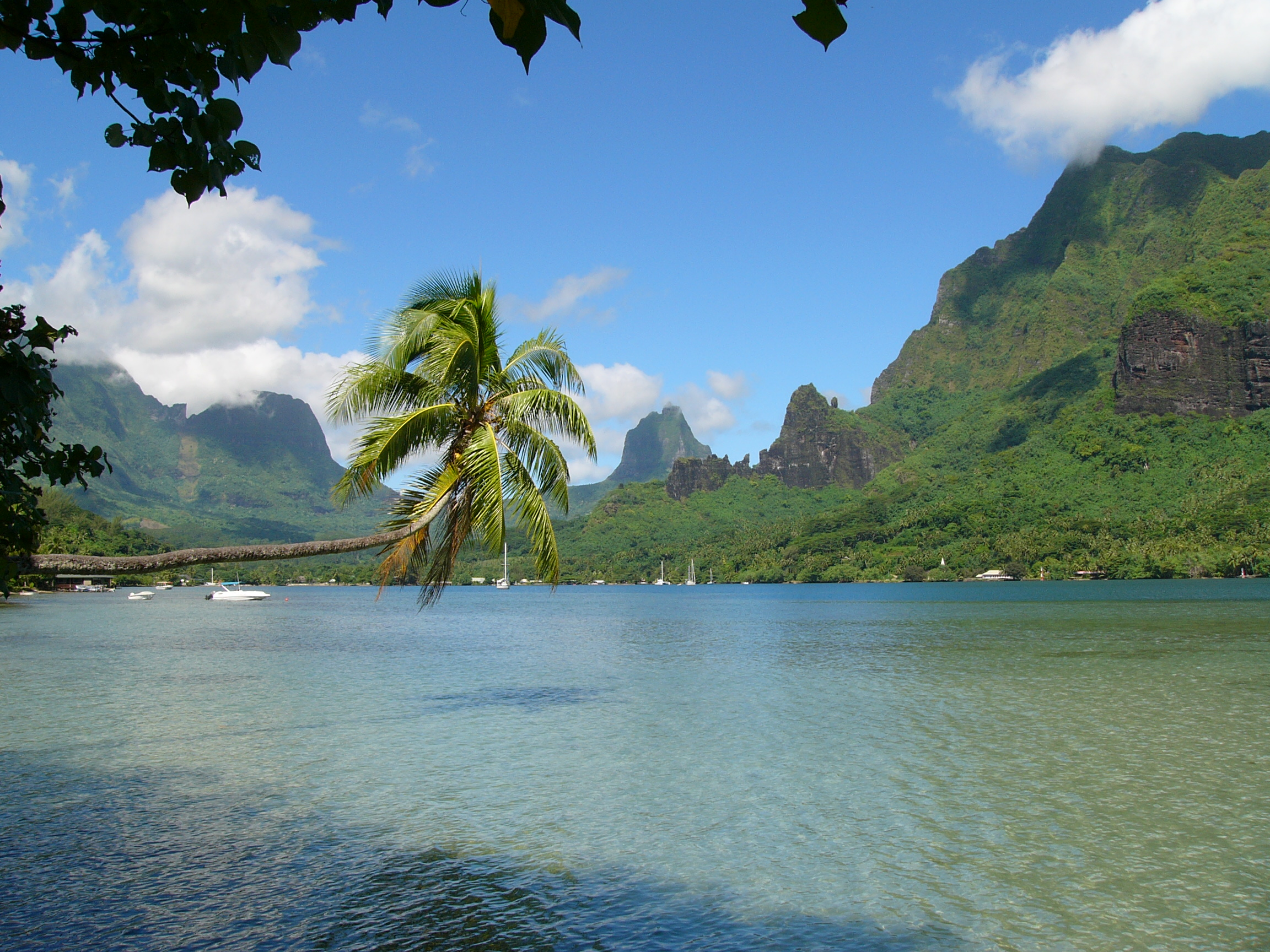
Bahía de Cook, en Moorea

### Evidencia arqueológica
Se piensa que la cultura polinesia proviene de la cultura lapita, la cual se desarrolló principalmente al norte de Melanesia hace unos 3000-3500 años y se extendió por el oeste de Polinesia (Futuna, Samoa, Tonga) hace 2100-3200 años. La cerámica simple polinesia sería una simplificación del complejo cultural lapita producto del aislamiento.
Probablemente provenientes de Indonesia, grupos de cultura lapita, migraron primero por Melanesia hasta desarrollar una cultura de grandes viajes en sus piraguas dobles. Entre los años 1600 a. C. y 1200 a. C. se desplazaron desde lugares como el archipiélago Bismarck, Vanuatu y Nueva Caledonia, hasta Samoa, Fiyi y Tonga.

### Evidencia genética
El primero en hacer estudios para dilucidar el origen de los polinesios fue el genetista Bryan Sykes, que comenzó con 20 muestras de sangre en la isla Rarotonga, para estudiar el ADN mitocondrial, en el año 1990. Posteriormente en 1992, obtuvo 1200 muestras de diferentes islas de la Polinesia. Una conclusión de estos estudios fue que todos los habitantes de la Polinesia (con pocas excepciones) son descendientes de un grupo de personas que partió de las costas de China o Taiwán, hacia el 1500 AC.
El hallazgo de un único marcador genético que produce la alfa talasemia, permite deducir que los polinesios descienden de melanesios. Por otro lado, un alelo (gen) polinesio de los antígenos leucocitarios humanos (HLA), es compartido por otras poblaciones malayas, chinas y japonesas, lo que indicaría un origen asiático.
La genética matrilineal (mitocondrial) indica que un 94% de los polinesios tendría un origen asiático siendo mayoritariamente del haplogrupo B4a1a, como en parte de Indonesia y en algunas tribus aborígenes de Taiwán; frente a un 6% de origen melanesio. La población polinesia original es producto de la mezcla de pueblos melanesios pero en mayor medida de malayos, debido a que
casi todos los polinesios pertenecen a un subclado de B (ADNmt), el cual tuvo un efecto fundador, es decir, que se formó una nueva población a partir de un número muy reducido de la población asiática inicial.
En cambio la genética patrilineal (cromosoma Y) indica lo contrario, siendo mayoritario el haplogrupo C1b2, relacionado con las poblaciones melanesias, de tal manera que en un 66% del linaje masculino polinesio tiene un origen melanesio, frente a un 28% de origen asiático, concluyendo finalmente que Polinesia tiene un origen dual proveniente tanto de poblaciones austronesias como papúes.
El análisis genético ha permitido reconstruir la secuencia de la migración ramificada en Polinesia y estimar sus fechas y revela una expansión fundadora en serie que se originó en Samoa. Los viajeros polinesios llegaron a Rarotonga en las islas Cook, alrededor del año 830 d. C., desplegándose luego hacia el noroeste a las islas de la Sociedad y arribando en el 1050 d. C. a las islas Tuamotu (Tōtaiete mā) en 1110 d. C. Migrantes continuaron también hacia el sur hacia las islas Australes (Tuha'a Pae), llegando a Rapa Iti alrededor del año 1190 d. C., y finalmente hacia las islas geográficamente distantes, pero con poblaciones genéticamente conectadas, donde se desarrollaron las culturas megalíticas de construcción de estatuas,, las islas Marquesas (Te Henua 'Enana) en el norte, Raivavae en el sur y la isla de Pascua (Rapa Nui), la más oriental de las islas polinesias, donde se establecieron aproximadamente en el 1200 d. C. vía Mangareva, tramo final que había sido sugerido ya anteriormente basándose en similitudes entre las lenguas mangarevana y rapanui, y por similitudes en sus tradicionales plataformas ceremoniales de piedra.

### Evidencia lingüística
Las lenguas polinesias son el factor que define toda la región. Si se sigue la relación de parentesco con las demás lenguas malayo-polinesias, se puede deducir el proceso migratorio que dio origen a los pueblos polinesios. 
A lo largo del océano Pacífico se ha establecido una relación que une el área triangular entre el hawaiano, maorí y rapanui, cuyo centro con mayor diversidad lingüística está entre Samoa, Tonga y Tuvalu; estos pueblos provendrían de Fiyi, centro de expansión de las lenguas fiyiano-polinesias, las cuales provienen a su vez de las lenguas oceánicas, con gran variabilidad en las islas del norte de Melanesia. Las lenguas oceánicas vendrían de Célebes donde se desarrollan las lenguas sulawesi-polinesias, que conjuntamente con los pueblos del archipiélago Malayo proceden en última instancia de Taiwán, cuna de las lenguas austronesias.

## Historia

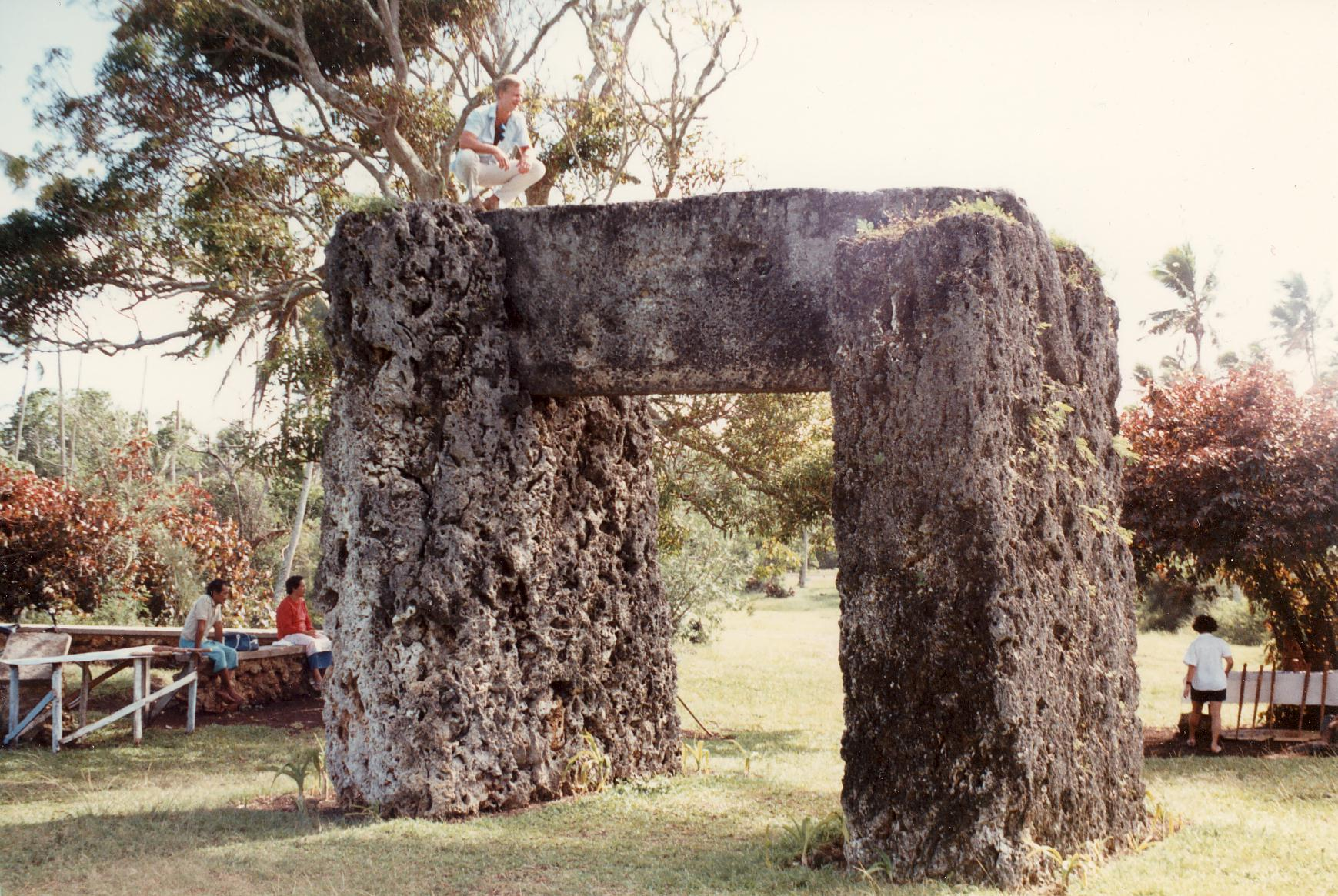
Trilito Ha'amonga 'a Maui, construido en el al norte de Tongatapu

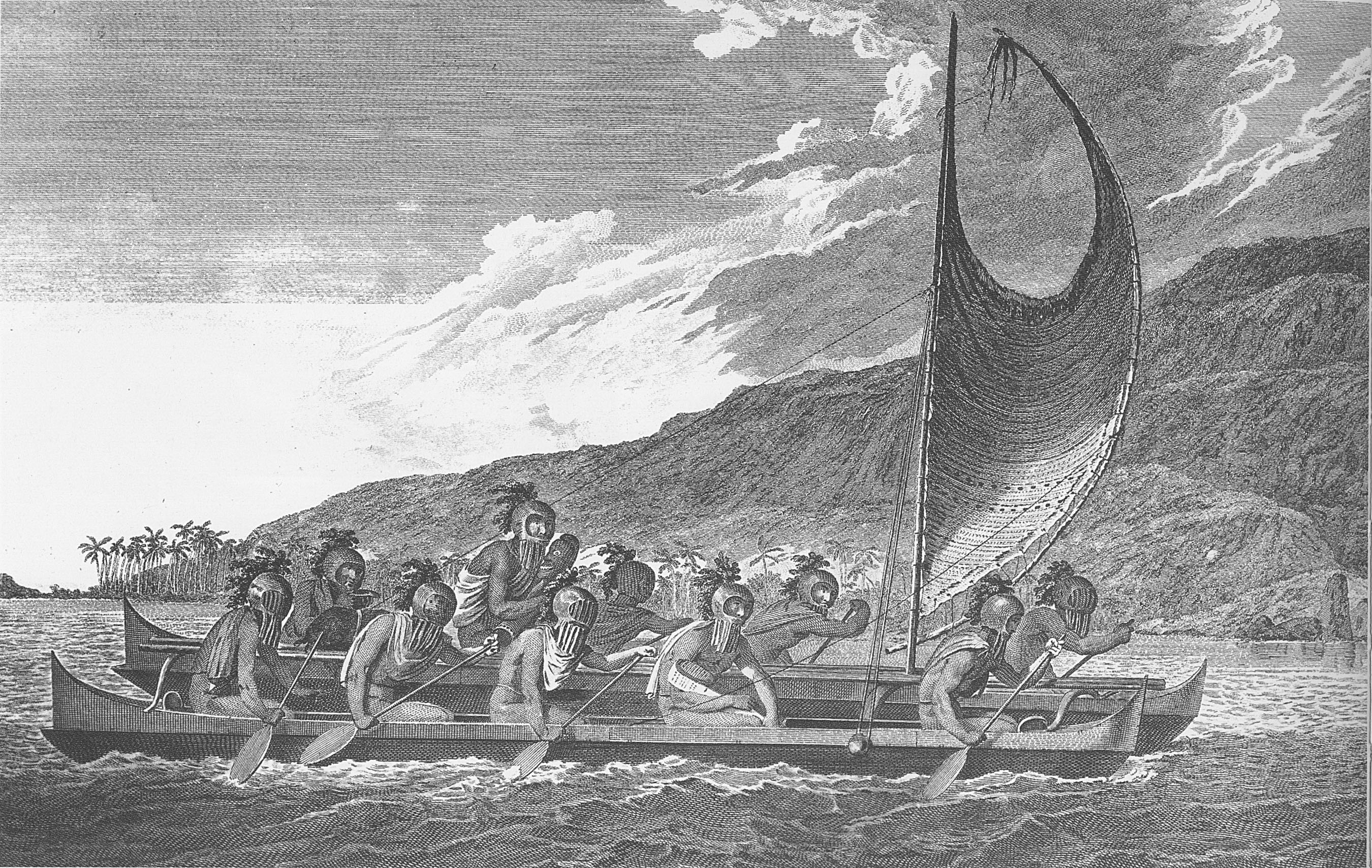
Navegantes polinesios de Hawái, en catamarán según dibujo de John Webber en 1781

La historia registrada de Polinesia es una de las más recientes, comparadas al resto del mundo.
Las culturas y las civilizaciones de Polinesia y las islas del Pacífico fueron conocidas por Asia, África y Europa (es decir, por las otras poblaciones del Hemisferio Oriental o Viejo Mundo) después de la colonización de América. 

### Primeras poblaciones
El poblamiento de Polinesia se inició hacia el año 1000 a. C. a partir de Samoa, verdadero centro de dispersión de la cultura polinesia. Desde allí ocuparon las islas Cook, Tahití y Tuamotu y arribaron a las islas Marquesas en el siglo III; a Hawái y Pascua entre el siglo IV y el siglo VI. A partir de Tahití, llegaron a Nueva Zelanda desde el siglo VIII.
Se conformaron estados regidos cada uno por un Tu'i, en Samoa (Tu'i Manua), Fiyi (Tu'Polotu) y Tonga (Tu'i Tonga). A partir del 950 se incrementó el poder del Tu'i Tonga con sede en Tongatapu, que llegó a controlar Samoa, Fiyi y Tonga, una red de alianzas matrimoniales con jefes locales de varias islas y además, una red comercial por el Pacífico.

### Contactos con América teorías
En el caso americano, la historiografía peruana principalmente teoriza y postula como probable que los incas navegaran y comerciaran con los polinesios de las Marquesas u otras islas de Oceanía. Los cronistas españoles Sarmiento de Gamboa, Martín de Murúa y Miguel Cabello Valboa durante la conquista recogieron un relato mítico sobre cómo Túpac Yupanqui, estando en la costa, habría tenido conocimiento de unas islas lejanas y decidido ir en pos de ellas. Alistada una gran flota de balsas, habría zarpado hacia unas islas llamadas Ninachumbi y Auachumbi, que estarían ubicadas en la Polinesia, posiblemente en las islas Marquesas, o incluso Mangareva. Esta sería una hipótesis del porqué el camote (Ipomoea batatas), planta americana, llegó tempranamente hasta Nueva Zelanda, aunque hay evidencias que apuntan a que aves marinas y migratorias habrían transportado la semilla. 
Según demuestra Jean Hervé Daude, la construcción del Ahu Vinapu (un muro) en la isla Rapa Nui es de arquitectura similar a la de un Chulpa de Sillustani, cerca del Lago Titicaca en los Andes. El explorador noruego Thor Heyerdahl probó positivamente la ruta intercontinental oceánica desde América (Perú) hasta Oceanía (Islas Marquesas) con su expedición denominada Kon-Tiki (realizada con materiales y técnicas de la época estudiada) en honor al dios de los Incas, Wiracocha, el creador del universo, pues Kon-Tiki es una advocación del mismo.
Investigaciones genéticas hallaron que habitantes de la remota Polinesia oriental se cruzaron con sudamericanos entre los años 1150 y 1230 d. C. Fue Identificada ascendencia de nativos americanos en personas de las islas Palliser, Nuku Hiva y Fatu Hiva en las Marquesas y en Mangareva (y el pueblo Zenú de Colombia lleva el ADN más parecido al encontrado entre los polinesios).
Otra hipótesis también indica que hubo contactos marítimos precolombinos entre polinesios y la costa sur del actual Chile puesto que se ha comprobado que en el siglo XIV, gallinas de Tonga llegaron hasta la costa chilena. Otros indicios que prueban la llegada de polinesicos a una isla de Chile son 6 cráneos encontrados en la isla Mocha con la típica forma polinesia pentagonal del cráneo y por la forma de la mandíbula.
Las teorías de contactos gran parte podrían ser por una posible emigración polinesica a Sudamérica en su constante expansión, también por tener una cultura de navegación histórica y notoria en contraste con las culturas terrenales de gran parte de pueblos de América.

### Colonización europea
En el siglo XVI exploradores españoles atravesaron la Polinesia en su ruta de circunnavegación alrededor del mundo. Sin embargo, es en el siglo XVIII en que los europeos descubrieron la mayor parte de los archipiélagos e islas de Oceanía incluida la Polinesia, integrándolas en su progresiva cartografía mundial. La colonización europea efectiva se produjo en el siglo XIX y fue realizada principalmente por los imperios coloniales hegemónicos que se repartieron la Polinesia como lo hicieron con toda la Oceanía y el mundo entero. En el caso específico de la Polinesia, enseñorearon su dominio principalmente Francia y el Reino Unido (que "heredó" la mayor parte de sus dominios polinésicos a Nueva Zelanda), pero también los Estados Unidos, entre otros.
En el siglo XX, se han independizado varias archipiélagos constituyéndose en países polinésicos soberanos. Sin embargo, hay también numerosos archipiélagos polinésicos cuya soberanía pertenece a países cuya metrópoli se ubica en otro continente. Es el caso, por ejemplo, de la Polinesia Francesa (Francia), Niue (Nueva Zelanda), Pitcairn (Reino Unido), entre otros.